# Tempo Giusto (album)
Tempo Giusto is het achtste studioalbum van Diggy Dex, artiestennaam van Koen Jansen. Het album verscheen in april 2025, maar zou eigenlijk eerder verschijnen. Wegens een burn-out stelde Jansen de release en de bij het album horende concertreeks uit. Het album stond een week in de Nederlandse Album Top 100 en bereikte daarin plek 16.

## Nummers
| Nr. | Titel                            | Schrijver(s)                                                                    | Duur |
| --- | -------------------------------- | ------------------------------------------------------------------------------- | ---- |
| 1.  | Op Een Dag                       | Koen Jansen, René van Mierlo, Marcel Tegelaar                                   | 3:35 |
| 2.  | Door En Door                     | Koen Jansen, René van Mierlo, Marcel Tegelaar, Darin Guermonprez                | 3:13 |
| 3.  | Tempo Giusto (met Skiggy Rapz)   | Koen Jansen, René van Mierlo, Marcel Tegelaar, Simon Gitsels                    | 3:36 |
| 4.  | Het Zou Maar Eenzaam Zijn        | Koen Jansen, René van Mierlo, Marcel Tegelaar                                   | 3:21 |
| 5.  | Dansen Om Het Vuur (met Typhoon) | Koen Jansen, René van Mierlo, Marcel Tegelaar, Simon Gitsels, Glenn de Randamie | 3:08 |
| 6.  | 150 Jaar                         | Koen Jansen, René van Mierlo, Marcel Tegelaar                                   | 2:43 |
| 7.  | Ooit Genoeg                      | Koen Jansen, René van Mierlo, Marcel Tegelaar                                   | 3:17 |
| 8.  | Adem In Adem Uit                 | Koen Jansen, René van Mierlo, Marcel Tegelaar, Darin Guermonprez                | 4:18 |
| 9.  | Het Idee (met Inge van Calkar)   | Koen Jansen, René van Mierlo, Marcel Tegelaar, Inge van Calkar                  | 2:56 |
| 10. | We Leven Nog                     | Koen Jansen, René van Mierlo, Marcel Tegelaar                                   | 4:26 |
| 11. | Zolang Ik Hier Nog Ben           | Koen Jansen, René van Mierlo, Marcel Tegelaar                                   | 3:18 |
| 12. | Mijn Stad                        | Koen Jansen, René van Mierlo, Marcel Tegelaar, Darin Guermonprez                | 3:03 |
| 13. | Vaders Zoon                      | Koen Jansen, René van Mierlo, Marcel Tegelaar                                   | 4:08 |
| 14. | Ik Ben Genoeg                    | Koen Jansen, René van Mierlo, Marcel Tegelaar                                   | 3:58 |
| 15. | That's Life                      | Koen Jansen, René van Mierlo, Stephan Boers                                     | 2:50 |